# Sylvie Franzen
Sylvie Franzen (Dordrecht, 11 luglio 1950) è un'ex cestista olandese.

## Carriera
Con i Paesi Bassi ha disputato i Campionati europei del 1970.